# Tocoyena neglecta
Tocoyena neglecta är en måreväxtart som beskrevs av Nicholas Edward Brown. Tocoyena neglecta ingår i släktet Tocoyena och familjen måreväxter. Inga underarter finns listade i Catalogue of Life.